# Culicoides kelantanensis
Culicoides kelantanensis är en tvåvingeart som beskrevs av Wirth och Hubert 1989. Culicoides kelantanensis ingår i släktet Culicoides och familjen svidknott. Inga underarter finns listade i Catalogue of Life.